# سنن النسائي الصغرى
السنن الصغرى المعروف بسنن النَّسائي هو أحد كتب الحديث الستة جمعه أحمد بن شعيب النسائي المتوفى سنة 303 هـ في مدينة الرملة في فلسطين، ويعدّه بعض علماء أهل السنة والجماعة هو ثالث الكتب الستة من حيث الصحّة.

## ترجمة النسائي
النسائي نسبة إلى نسا بخراسان. سمع من عدة شيوخ، من أشهرهم: إسحاق بن راهويه، وأبو داود السجستاني.
قال الذهبي في حقه في سير أعلام النبلاء: «لم يكن أحد في رأس 300 أحفظ من النسائي. وهو أحذق بالحديث وعلله ورجاله من مسلم ومن أبي داود ومن أبي عيسى. وهو جار في مضمار البخاري وأبي زرعة».
ومن مصنفاته: كتاب "المجتبى من السنن الكبرى" وهو المشهور بـ"سنن النسائي"، و"السنن الكبرى"، و"الضعفاء والمتروكون"، و"عمل اليوم والليلة" أورد فيه الأذكار.

## منهجه في السنن
1. انتقى رجاله من الثقات العدول.
2. اقتصر في سننه على أحاديث الأحكام.
3. كرر الأحاديث بأسانيد مختلفة، وجمع في كتابه بين فوائد الإسناد، ودقائق الفقه.
4. تكلم على الأحاديث وعللها، وبين ما فيها من الزيادات والاختلاف.

## شروحها
منها:
1. زهر الربى على المجتبى، لجلال الدين السيوطي (ت 911 هـ). وهو شرح موجز.
2. شرح سنن النسائي المسمى ذخيرة العقبى في شرح المجتبى، لمؤلفه محمد بن علي بن آدم بن موسى الأثيوبي الولوي.
3. حاشية السندي على سنن النسائي، لمحمد عبد الهادي السندي. وهو مطبوع مع سنن النسائي.

## محتويات الكتاب
- كتاب الطهارة
- كتاب المياه
- كتاب الحيض والاستحاضة
- كتاب الغسل والتيمم
- كتاب الصلاة
- كتاب المواقيت
- كتاب الأذان
- كتاب المساجد
- كتاب القبلة
- كتاب الإمامة
- كتاب الافتتاح
- كتاب السهو
- باب التسبيح في الصلاة
- كتاب الجمعة
- كتاب تقصير الصلاة في السفر
- كتاب الخسوف
- كتاب الاستسقاء
- كتاب صلاة الخوف
- كتاب صلاة العيدين
- كتاب قيام الليل وتطوع النهار
- كتاب الجنائز
- كتاب الصيام
- كتاب الزكاة
- كتاب مناسك الحج
- كتاب الجهاد
- كتاب النكاح
- كتاب الطلاق
- كتاب الخيل
- كتاب الأحباس
- كتاب الوصايا
- كتاب النحل
- كتاب الهبة
- كتاب العمرى
- كتاب الأيمان و النذور
- كتاب المزارعة
- كتاب عشرة النساء
- كتاب تحريم الدم
- كتاب قسم الفيء
- كتاب البيعة
- كتاب العقيقة
- كتاب الفرع والعتيرة
- كتاب الصيد والذبائح
- كتاب الضحايا
- كتاب البيوع
- كتاب القسامة
- كتاب قطع السارق
- كتاب الإيمان وشرائعه
- كتاب الزينة من السنن
- كتاب آداب القضاة
- كتاب الاستعاذة
- كتاب الأشربة